# Wilhelm Kuttler
Wilhelm Kuttler (* 1949) ist ein deutscher Geograph und Professor für Angewandte Klimatologie und Landschaftsökologie an der Universität Duisburg-Essen.

## Leben
Wilhelm Kuttler studierte von 1970 bis 1975 Physische Geographie mit dem Schwerpunkt Klimatologie und Meteorologie sowie Biologie an der Universität Bochum. Dort wurde er 1978 mit seiner Arbeit Einflußgrößen gesundheitsgefährdender Wetterlagen und deren bioklimatische Auswirkungen promoviert. Bis 1985 arbeitete er als wissenschaftlicher Assistent in Bochum und wurde dort 1984 habilitiert. Nach einem Lehrauftrag an der Universität Hannover folgte er einem Ruf auf die Professur in Essen und baute dort die Abteilung "Angewandte Klimatologie und Landschaftsökologie" auf. 
2009 wurde Kuttler die Ehrenplakette des Vereins Deutscher Ingenieure (VDI) für besonderen Verdienste um die Standardisierung von klimatologischen Fragestellungen verliehen. Am 17. März 2016 erfolgte die Verleihung der Reinhard-Süring-Plakette an Wilhelm Kuttler durch die Deutsche Meteorologische Gesellschaft in Anerkennung seiner Arbeiten im Bereich der Angewandten Meteorologie. Im Jahr 2018 wurde er mit dem Luke Howard Award bedacht. 2022 wurde er mit der VDI-Ehrenmedaille ausgezeichnet.

## Arbeit
Wilhelm Kuttler forscht mit seinen Mitarbeitern an Fragestellungen der Stadtklimatologie und zur urbanen Lufthygiene. Besonderes Augenmerk wird dabei auf immissionsklimatische Aspekte unter Berücksichtigung des Klimawandels gerichtet. Des Weiteren führte die Abteilung eine Reihe von Drittmittelprojekten in der Stadtklimatologie und Lufthygiene für Städte, Kommunen, Ingenieurbüros und Ministerien durch.
Kuttlers Arbeit zeigt die zukünftigen Veränderungen durch die Überhitzung des Klimasystems der Erde im Rahmen der Klimakrise auf; so berechnete er, dass es bei einer globalen Erhitzung um 1,6 Grad Celsius zum Jahr 2050 bis zu 20 heiße Sommertage – definiert als Tage mit Temperaturen über 25 Grad Celsius – mehr geben wird, bei einem Plus um 3,0 Grad sogar 35 zusätzliche heiße Sommertage.

## Weiteres Engagement
Kuttler war von 1993 bis 1996 Präsident der Gesellschaft für Ökologie (GfÖ). Seit 1988 gehört er zu den Herausgebern der Zeitschrift für Angewandte Umweltforschung (ZAU). Er hat einen Sitz im Wissenschaftlichen Beirat der Zeitschrift Geographica Helvetica und ist "Review Editor" von Climate Research. Er ist ehrenamtlich für die Kommission Reinhaltung der Luft (KRdL) tätig und Mitglied des Fachbeirats „Umweltmeteorologie“ der KRdL.
Er initiierte 1996 die "International Conference on Urban Climatology" (ICUC'96) an seiner Universität.

## Publikationen

### Als Autor
- Immissionsökologische Forschung im Wandel der Zeit: Festschrift für Robert Guderian. Westarp-Wiss., Essen 1994, ISBN 3-89432-085-0
- mit Ewald von Zmarsly und Hermann Pethe: Meteorologisch-klimatologisches Grundwissen. Eine Einführung mit Übungen, Aufgaben und Lösungen. UTB, 2007, ISBN 978-3-8252-2281-9
- Klimatologie. UTB, 2013, ISBN 978-3-8252-3099-9
- mit Anja Miethke, Dirk Dütemeyer und Andreas-Bent Barlag: Das Klima von Essen/The climate of Essen. Westarp-Wiss., Hohenwarsleben 2015, ISBN 978-3-86617-050-6

### Als Herausgeber
- Handbuch zur Ökologie: mit Beiträgen zahlreicher Fachautoren. Analytica, Berlin 1995, ISBN 3-929342-15-4